# Светско првенство у пливању 2017 — 4×100 м мешовито за мушкарце
Такмичење у пливању у штафети 4×200 метара слободним стилом за мушкарце на Светском првенству у пливању 2017. одржано је 30. јула (квалификације и финале) као део програма Светског првенства у воденим спортовима. Трке су се одржавале у базену Дунав арене у Будимпешта.
За трке у овој штафети биле су пријављене укупно 23 екипе, а током квалификација и финала наступило је укупно 97 пливача. Титулу светског првака освојила је штафета Сједињених Држава која је у финалу испливала резултат од 3:27,91 минута. Сребро је припало штафети Британије, а бронза штафети Русије.
У финалној трци постављено је чак пет нових националних рекорда.

## Освајачи медаља
| | Резултат   |                                                                                      | Резултат | | Резултат |
| |            |                                                                                      |          | |          |
| Сједињене ДржавеМет Гриверс · Кевин Кордес · Кајлеб Дресел · Нејтан Ејдријан · Рајан Марфи · Коди Милер · Тим Филипс · Таунли Хас | 3:27,91 НР | Велика БританијаКрис Вокер Хеборн · Адам Пити · Џејсм Гај · Данкан Скот · Рос Мердок | 3:28,95  | РусијаЈевгениј Рилов · Кирил Пригода · Александар Попков · Владимир Морозов · Григориј Тарасевич · Антон Чупков · Данил Пахомов · Данила Изотов | 3:29,76  |

## Званични рекорди
Пре почетка такмичења званични светски рекорд и рекорд шампионата у овој дисциплини су били следећи:
| Рекорд                         | Штафета          | Резултат | Место         | Датум           |
| ------------------------------ | ---------------- | -------- | ------------- | --------------- |
| Светски рекорд СР              | Сједињене Државе | 3:27,28  | Рим (Италија) | 2. август 2009. |
| Рекорд светских првенстава РПр | Сједињене Државе | 3:27,28  | Рим (Италија) | 2. август 2009. |

## Резултати квалификација
За квалификације су биле пријављене укупно 23 штафете које су се такмичиле у 3 групе. Квалификације су пливане у јутарњем делу програма 30. јула, са почетком од 10:21 часова по локалном времену, а пласман у финале остварило је 8 штафета са најбољим временима. Штафете Кеније и Израела нису наступиле у својим квалификационим групама.
| ПЛ. | Група | Стаза  | Штафета          | Пливачи | Резултат       | Нап.           |
| --- | ----- | ------ | ---------------- | --- | -------------- | -------------- |
| 01. | 3     | 4      | Сједињене Државе | Рајан Марфи (52,69) Коди Милер (58,99) Тим Филипс (50,74) Таунли Хас (47,24)                                   | 3:29,66        | КВ             |
| 02. | 3     | 3      | Јапан            | Рјосуке Ирије (52,86) Јасухиро Косеки (59,11) Јуки Кобори (51,27) Шинри Шиоура (48,39)                         | 3:31,63        | КВ             |
| 03. | 2     | 5      | Русија           | Григориј Тарасевич (53,71) Антон Чупков (59,06) Данил Пахомов (51,55) Данила Изотов (47,80)                    | 3:32,12        | КВ             |
| 04. | 2     | 4      | Велика Британија | Крис Вокер Хеборн (54,27) Рос Мердок (59,50) Џејмс Гај (51,04) Данкан Скот (47,54)                             | 3:32,35        | КВ             |
| 05. | 3     | 6      | Бразил           | Гиљерме Гвидо (54,11) Фелипе Лима (59,51) Енрике Мартинс (51,03) Бруно Фратус (47,73)                          | 3:32,38        | КВ             |
| 06. | 3     | 2      | Мађарска         | Ричард Бохуш (54,01) Данијел Ђурта (1:00,23) Криштоф Милак (51,70) Доминик Козма (47,41)                       | 3:33,35        | КВ             |
| 07. | 2     | 3      | Кина             | Ли Гуангјуен (53.96) Јан Цибеј (59.02) Ли Џухао (51.74) Суен Јанг (48.78)                                      | 3:33.50        | КВ             |
| 08. | 3     | 1      | Белорусија       | Микита Цмих (54,50) Иља Шиманович (59,03) Јевгениј Цуркин (51,45) Артјом Мачекин (48,85)                       | 3:33,83        | КВ             |
| 09. | 3     | 5      | Аустралија       | Мич Ларкин (54,23) Метју Вилсон (1:00,21) Дејвид Морган (51,56) Камерон Макивој (47,91)                        | 3:33,91        |                |
| 10. | 1     | 4      | Пољска           | Томаш Полевка (54,49) Марћин Столарски (59,78) Конрад Чернијак (51.15) Кацпер Мајхжак (48.58)                  | 3:34.00        |                |
| 11. | 2     | 2      | Италија          | Матео Мили (54.91) Николо Мартиненги (59.43) Пјеро Кодија (51.16) Алесандро Миреси (48,61)                     | 3:34,11        |                |
| 12. | 2     | 7      | Канада           | Хавијер Асеведо (55,15) Ричард Фанк (59,25) Џосаја Бинема (52,60) Јури Кисил (48,14)                           | 3:35,14        |                |
| 13. | 2     | 6      | Немачка          | Марек Улрих (55,05) Марко Кох (1:00,02) Маријус Куш (52,17) Дамјан Вирлин (48,02)                              | 3:35,26        |                |
| 14. | 3     | 7      | Грчка            | Апостолос Христу (54,18) Јоанис Карпузлис (1:01,57) Андреас Вазајос (52,45) Кристијан Голомејев (47,73)        | 3:35,93        |                |
| 15. | 3     | 9      | Јужна Африка     | Мартин Бајндел (56,10) Камерон ван дер Бург (59,77) Чад ле Кло (50,99) Мајлс Браун (49,45)                     | 3:36,31        |                |
| 16. | 3     | 8      | Ирска            | Шејн Рајан (54,40) Николас Квин (1:00,62) Брендан Хајланд (52,58) Џордан Слоун (49,01)                         | 3:36,61        |                |
| 17. | 2     | 1      | Литванија        | Данас Рапшис (54,30) Андријус Шидлаускас (1:00,17) Дејвидас Маргевичијус (53,00) Симонас Билис (49,28)         | 3:36,75        |                |
| 18. | 1     | 5      | Египат           | Јусеф Абдала (55,37) Марван ел Камаш (1:02,06) Омар Ејса (54,08) Мухамед Сами (49,34)                          | 3:40,85        |                |
| 19. | 2     | 8      | Индонезија       | И Геде Симан Судартава (56,63) Индра Гунаван (1:03,33) Глен Виктор Сутанто (53,74) Тријади Фаузи Сидик (50,87) | 3:44,57        |                |
| 20. | 3     | 0      | Парагвај         | Чарлс Хокин (55,98) Ренато Проно (1:03,31) Бенхамин Хокин (53,41) Матијас Лопез (53,21)                        | 3:45,91        |                |
| 21. | 2     | 0      | Летонија         | Гиртс Фелдбергс (55,86) Данилс Бобровс (1:03,73) Николасј Маскаљенко (56,00) Увис Калнињш (50,67)              | 3:46,26        |                |
|     | 1     | 3      | Кенија           | Нису наступили                                                                                                 | Нису наступили | Нису наступили |
| 2   | 9     | Израел |                  | Нису наступили                                                                                                 | Нису наступили | Нису наступили |

## Резултати финала
Финална трка пливана је 30. јула у вечерњем делу програма, са почетком од 19:25 часова.
| ПЛ. | Стаза | Штафета          | Пливачи                                                                                          | Резултат | Напом. |
| --- | ----- | ---------------- | ------------------------------------------------------------------------------------------------ | -------- | ------ |
|     | 4     | Сједињене Државе | Мет Гриверс (52,26) Кевин Кордес (58,89) Кајлеб Дресел (49,76) Нејтан Ејдријан (47,00)           | 3:27,91  |        |
| 2   | 6     | Велика Британија | Крис Вокер Хеборн (54,20) Адам Пити (56,91) Џејмс Гај (50,80) Данкан Скот (47,04)                | 3:28,95  | НР     |
| 3   | 3     | Русија           | Јевгениј Рилов (52,89) Кирил Пригода (59,02) Александар Попков (51,16) Владимир Морозов (46,69)  | 3:29,76  | НР     |
| 4.  | 5     | Јапан            | Рјосуке Ирије (52,80) Јасухиро Косеки (58,54) Јуки Кобори (51,21) Шинри Шиоура (47,64)           | 3:30,19  | KР НР  |
| 5.  | 2     | Бразил           | Гиљерме Гвидо (53,53) Жоао Гомес Жуниор (58,80) Енрике Мартинс (51,12) Марсело Шјеригини (48,08) | 3:31,53  |        |
| 6.  | 1     | Кина             | Сју Ђају (52,89) Јан Цибеј (59,02) Ли Џухао (51,45) Ју Хесин (48,29)                             | 3:31,65  |        |
| 7.  | 7     | Мађарска         | Ричард Бохуш (53,99) Данијел Ђурта (1:00,45) Криштоф Милак (50,97) Доминик Козма (46,72)         | 3:32,13  | НР     |
| 8.  | 8     | Белорусија       | Микита Цмих (54,54) Иља Шиманович (58,94) Јевгениј Цуркин (51,23) Артјом Мачекин (48,92)         | 3:33,63  | НР     |